# Pfarrwerfen
Pfarrwerfen é um município da Áustria, situado no distrito de St. Johann im Pongau, no estado de Salzburgo. Tem 38,15 km² de área e sua população em 2019 foi estimada em 2.369 habitantes.